# 亚历山大·里博
亚历山大-费历克斯-约瑟夫·里博（Alexandre-Félix-Joseph Ribot，法語發音：[alɛksɑ̃dʁ ʁibo]; 1842年2月7日—1923年1月13日），法國第三共和國的政治家，曾4度出任法国总理。

## 生平
里博出生于加来海峡省圣奥梅尔，毕业于巴黎大学法律系。他是比较立法学会(Sociéte de legislation comparée)倡导者和创始人之一。1875年和1876年期间，他先后在司法部担任刑事事务主任和刑事局局长。1878年他被推选为众议院中加来海峡省的代表(众议员)。里博是一个温和派共和主义者，并具有财政金融方面的专长。1885年10月他失去了议会席位，但1887年又再度成为加来海峡省代表，1909年被选入参议院。1890年3月至1892年2月担任外交部长，提议与俄国恢复友好关系，酝酿成熟后于1894年缔结为联盟。1892年12月6日成为总理时，又兼任外交部长，但4个月后，他的政府即因巴拿马运河丑闻而垮台。
1895年1月26日，里博再度出任总理，并兼财政部长，发起对马达加斯加的远征，并在该地建立保护国，但却再度因财政丑闻而被迫去职。
1896—1914年里博身为反对党，他于1906年成为法蘭西學術院的院士。1909年当选为加来海峡省的参议员，在位上他特别关注外交政策。1914年6月曾短暂任总理，这个政府垮台后，他被任命为司法部长，同年8月，第一次世界大战爆发后，再度出任财政部长，并担任此职达两年以上。1917年3月—9月，他又任总理和外交部长，他的最为重要的举措是在该年5月任命菲利普·贝当将军为法国陆军总司令。
尼韦勒攻势失败导致法国士兵哗变，里博辞去总理职务，陆军部长保罗·潘勒韦接任，里博继续作为外交部长，一个月后辞职。
圣奥梅尔主要的语法学校(公立中学)亚历山大·里博公立中学(Lycée Alexandre Ribot)是以他的名字命名。